# Войтоловський Федір Генріхович
Войтоловський Федір Генріхович (нар. 13 квітня 1979, Москва) — російський вчений-економіст, політолог, фахівець в області вивчення ідеології і практики глобального управління, міжнародної безпеки, зовнішньої політики США, член-кореспондент РАН (2016).

## Біографія
Народився 13 квітня 1979 року в Москві. Син спеціаліста в галузі географії морських шляхів та промислового рибальства Г. К. Войтоловского (1930—2011).
2001 року закінчив історичний факультет МДУ. 2004 року захистив кандидатську дисертацію на тему «Відображення процесів політичної глобалізації у свідомості політичних еліт і громадських рухів США та ЄС».
З 2004 року працює в Національному дослідницькому інституті світової економіки і міжнародних відносин імені Є. М. Примакова Російської академії наук (ІСЕМВ РАН), де пройшов шлях від молодшого наукового співробітника до заступника директора з наукової роботи, в 2017 році призначений тимчасово виконувачем обов'язків директора інституту.
2013 року захистив докторську дисертацію, на тему  «Ідеологія і практика атлантизму у зовнішній політиці США».
2015 року присвоєно почесне вчене звання професора РАН.
28 жовтня 2016 року обраний членом-кореспондентом РАН Відділення глобальних проблем і міжнародних відносин.
Вільно володіє англійською й іспанською мовами.

## Наукова діяльність
Фахівець в області вивчення ідеології і практики глобального управління, міжнародної безпеки, зовнішньої політики США.
Область наукових інтересів: зовнішня політика і політика безпеки США; НАТО; відносини США із союзниками; політика США в Тихоокеанській Азії; міжнародні організації; глобальне управління; прогнозування міжнародно-політичних процесів.
Основні наукові результати:
- розроблено теоретико-методологічні засади системно-історичного аналізу еволюції ідеології і практики глобального управління, його суб'єктів, інститутів, які формуються, норм, принципів, що діють у сфері міжнародної безпеки; отримано висновки про нові тенденції взаємодії провідних держав у формуванні політико-організаційної структури світопорядку, сформульовані критерії формування їх ієрархії;
- отримані теоретичні і прикладні висновки про тенденції та перспективи участі США і їх союзників в процесах формування норм і принципів глобального управління, визначено зовнішні та внутрішні межі американського глобального лідерства;
- досліджено міжнародно-політичні умови участі Росії у формуванні принципів і механізмів глобального управління в умовах переходу від постбіполярного і однополярного до поліцентричного світоустрою.

Автор 70 наукових робіт.
З 2008 року за сумісництвом читає спецкурси на факультеті політології МДІМВ, з 2016 року — у Школі міжнародних та регіональних досліджень ДВФУ, з 2007 року — для аспірантів ІСЕМВ РАН.

### Науково-організаційна діяльність
- член Наукової ради Ради безпеки Російської Федерації (з 2014 року);
- член Координаційної ради у справах молоді в науково-освітній сфері при Раді при Президенті Російської Федерації з питань науки та освіти;
- член Оргкомітету міжнародного науково-експертного форуму «Примаковські читання» (з 2015 р.);
- член редколегії журналу ІСЕМВ РАН «Шляхи до миру і безпеки»;
- член редколегії журналу «Світова економіка і міжнародні відносини» (з 2010 р.);
- член редколегії продовжуваного видання ІСЕМВ РАН «Світовий розвиток» (з 2006 р.).

## Нагороди
- Медаль РАН для молодих вчених (в області світової економіки і міжнародних відносин, за 2008 рік) — за монографію «Єдність і роз'єднаність Заходу. Ідеологічне відображення у свідомості еліт США та Західної Європи трансформацій політичного світоустрою 1940-х — 2000-х рр.»[3]
- Почесна грамота Президента Російської Федерації (2017) — за заслуги у науковій діяльності
- Медаль Ради безпеки Російської Федерації (2017)